# Плуан
Плуа́н (фр. Plouasne, брет. Plouan) — коммуна во Франции, находится в регионе Бретань. Департамент — Кот-д’Армор. Входит в состав кантона Ланвалле. Округ коммуны — Динан.
Код INSEE коммуны — 22208.

## География
Коммуна расположена приблизительно в 330 км к западу от Парижа, в 32 км северо-западнее Ренна, в 65 км к юго-востоку от Сен-Бриё.
Вдоль западной границы коммуны протекает река Ранс.

## Население
Население коммуны на 2016 год составляло 1 686 человек.
| 1962 | 1968 | 1975 | 1982 | 1990 | 1999 | 2010 | 2016 |
| ---- | ---- | ---- | ---- | ---- | ---- | ---- | ---- |
| 1811 | 1726 | 1653 | 1553 | 1440 | 1357 | 1554 | 1686 |

## Администрация
| Период | Период | Фамилия       | Партия        | Примечания               |
| ------ | ------ | ------------- | ------------- | ------------------------ |
| 1995   | 2008   | Мишель Луазлё |               |                          |
| 2008   |        | Мишель Доган  | Республиканцы | член совета департамента |

## Экономика
В 2007 году среди 841 человека в трудоспособном возрасте (15—64 лет) 591 были экономически активными, 250 — неактивными (показатель активности — 70,3 %, в 1999 году было 65,7 %). Из 591 активных работали 549 человек (315 мужчин и 234 женщины), безработных было 42 (16 мужчин и 26 женщин). Среди 250 неактивных 51 человек были учениками или студентами, 125 — пенсионерами, 74 были неактивными по другим причинам.

## Достопримечательности
- Замок Карадёк[фр.] (XVIII век). Исторический памятник с 2011 года[3]
- Ферма Тертр (1742 год). Исторический памятник с 1987 года[4]

## Фотогалерея
- Плуан
- Замок Карадёк
- Домик на въезде в замок Карадёк
- Статуя льва в парке замка Карадёк